# Remington Rand 409

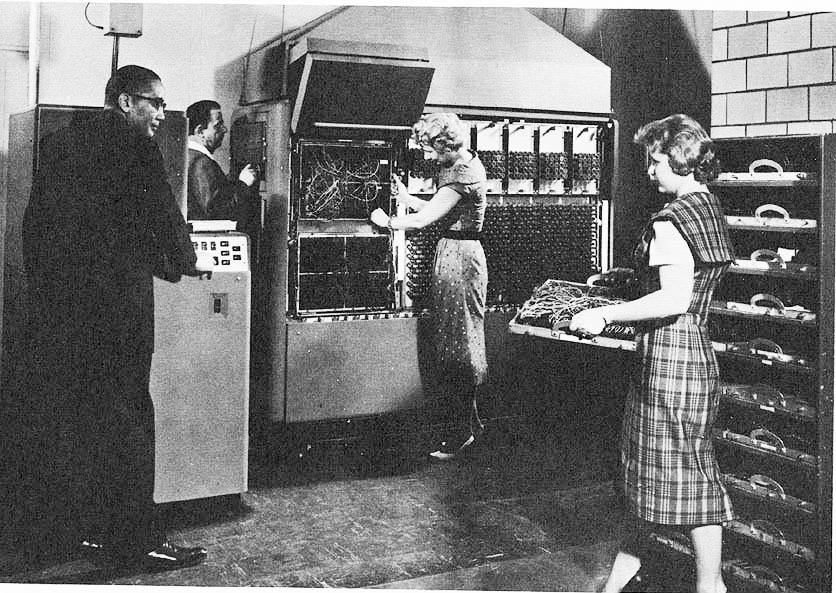
UNIVAC 120, Foto des US-Innenministeriums, Bureau of Mines

Die Remington Rand 409 wurde 1949 entworfen. Sie war einer der ersten Lochkartenmaschinen, welche Röhren zur Speicherung von Zwischenresultaten verwendeten. Gebaut wurde die Maschine unter den Namen UNIVAC 60 (1952) und UNIVAC 120 (1953). Die Nummer in der Bezeichnung spiegelte die Anzahl Dezimalzeichen, welche als Speicher zur Verfügung standen.
Die Produktion der UNIVAC 60 und UNIVAC 120 wurde 1962 eingestellt und die Modelle wurden durch die UNIVAC 1004 abgelöst.
Sämtliche Aufzeichnungen über diese Modelle wurden durch Remington Rand vernichtet.

## Architektur
Zahlen wurden mittels Festkommazahlen abgebildet. Die Länge der Zahl hinter dem Komma konnte eine variable Länge bis Maximum 10 Stellen einnehmen. Arithmetische Berechnungen wurden in Gleitkommazahlen abgefertigt und anschließend für die Speicherung in Festkommazahlen gewandelt.
Zahlen wurden im Bi-Quinary Dezimalcode abgebildet. Jede Zahl im Speicher wurde mittels 5 Vakuumröhren abgebildet, welche die Zustände 1, 3, 5, 7 und 9 repräsentierten.
| Zahl | 1 | 3 | 5 | 7 | 9 |
| ---- | - | - | - | - | - |
| 0    |   |   |   |   |   |
| 1    | x |   |   |   |   |
| 2    | x |   |   |   | x |
| 3    |   | x |   |   |   |
| 4    |   | x |   |   | x |
| 5    |   |   | x |   |   |
| 6    |   |   | x |   | x |
| 7    |   |   |   | x |   |
| 8    |   |   |   | x | x |
| 9    |   |   |   |   | x |